# 케이틀린 크로스비

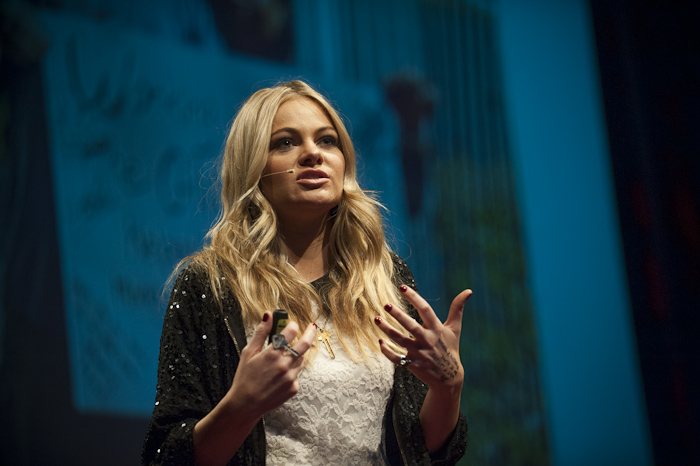

케이틀린 크로스비(Caitlin Crosby)는 미국의 배우, 싱어송라이터, 작곡가, 텔레비전 배우, 영화배우이다.
할리우드에서 태어났다.

## 영화
- 쉐이드 오브 레이 (2008년)
- 셀터 (2007년)